# Ignacio Ortiz
Ignacio Horacio Ortiz (Olivos, 26 de julio de 1987) es un exjugador argentino de hockey sobre césped. Formó parte de la Selección de su país conocida como Los Leones. Se formó en el Club Banco Provincia de Buenos Aires, con el que fue campeón en 2011 y 2015.

## Carrera deportiva
Ignacio Ortiz se formó en las categorías inferiores del Club Banco Provincia de Buenos Aires. En 2005 comenzó a jugar en mayores en su club y en 2012 fue convocado para integrar la Selección nacional mayor.
- 2011: campeón del Torneo Metropolitano con Banco Provincia.
- 2014: medalla de bronce en el Campeonato Mundial.
- 2015: medalla de oro en los Juegos Panamericanos de 2015. Campeón del Torneo Metropolitano con Banco Provincia.
- 2016: medalla de oro en los Juegos Olímpicos de Río de Janeiro 2016.
- 2019: medalla de oro en los Juegos Panamericanos de 2019.